# Tetraplosphaeria tetraploa
Tetraplosphaeria tetraploa är en svampart som först beskrevs av Scheuer, och fick sitt nu gällande namn av Kaz. Tanaka & K. Hirayama 2009. Tetraplosphaeria tetraploa ingår i släktet Tetraplosphaeria och familjen Tetraplosphaeriaceae.   Inga underarter finns listade i Catalogue of Life.